# TTV Lybrae Consultants Heerlen
TTV Lybrae Consultants Heerlen is de vrouwenafdeling van tafeltennisclub TTV Heerlen, uit de gelijknamige Limburgse plaats. Ze ontstond als Furst Heerlen bij een fusie in 1997. Het voerde de naam Li-Ning/MF Services Heerlen vanaf de najaarscompetitie van 2008, nadat het sinds 2006/07 MF Services/Fürst heette. Eerder noemde de Heerlense club zich Furst Kantoors, vanaf 2004 Furst-Manderveld en daarna Li-Ning/Infinity Heerlen.  Sinds 2015 noemt de vereniging zich Lybrae Heerlen.
Bij de vrouwen speelt Heerlen sinds 1999 in de Nederlandse eredivisie en hoort het sindsdien tot de Europese top. Het werd van 2005 tot en met 2010 ook zes keer achter elkaar algeheel landskampioen. Het mannenteam van de club maakte in de voorjaarscompetitie van 2009 haar entree in de eredivisie, onder de naam Agin Otten Heerlen. Vanaf 2010-2011 is Lybrae Consultants uit Maastricht de naam- en hoofdsponsor.

## Europese successen

### Champions League 2007/08
De vrouwen van Heerlen werden in 2007 (als MF Services/Fürst) najaarskampioen van Nederland door in de finale NAK/Den Helder te verslaan. In de finale om de voorjaarstitel werd NAK/Den Helder wederom verslagen. Daarmee werd Heerlen automatisch algeheel kampioen. Ook won Heerlen de Champions League. De Heerlense ploeg verloor in de finale weliswaar de uitwedstrijd van het Duitse FSV Kroppach met 1-3, maar omdat er geen internationale scheidsrechters aanwezig waren, de wedstrijd werd geleid door Duitse scheidsrechters, werd de uitslag geschrapt. In Heerlen versloeg de club Kroppach met 3-1. De opnieuw te spelen return in Kroppach werd niet gespeeld omdat Kroppach en de Europese Tafeltennis Bond het niet eens werden over de datum. Daarop werd de Champions League aan Heerlen toegekend.

### Champions League 2009/10
De vrouwen van Heerlen - inmiddels onder de naam Li-Ning/Infinity Heerlen - wonnen de Champions League op 23 april 2010 voor de tweede keer. Die avond wonnen Li Jie, Dang Ye-seo en Li Jiao de tweede finalewedstrijd tegen Linz AG Froschberg met 0-3 van Iveta Vacenovská (3-2), Monika Führer (3-0) en Liu Jia (3-0). Omdat Heerlen de thuiswedstrijd eerder met 3-1 won, was toernooiwinst na twee partijen zeker. Froschberg miste haar kopvrouw Wang Yue Gu in beide partijen vanwege verplichtingen in Azië.

### ETTU Cup 2010/11
Het Champions League-toernooi werd in het seizoen 2010/11 bij de vrouwen van de kalender geschrapt omdat er te weinig teams trek hadden hieraan deel te nemen. Li-Ning/Infinity Heerlen schreef zich daarom deze keer in voor de ETTU Cup, het enige Europese toernooi bij de vrouwen dat overbleef. Het leverde de Limburgsen de enige hoofdprijs op die nog in de prijzenkast ontbrak. Li Jie en Li Jiao stootten samen met de eveneens in China geboren (inmiddels Hongkongse) Lau Sui-fei door tot in de finale. Daarin wachtte het Duitse Berlin Eastside. Heerlen won de uitwedstrijd met 3-1 en had daarom thuis na het vierde enkelspel de beker binnen. In die wedstrijd bracht Li Jie de tusenstand op 2-2 door van Andrea Bakula te winnen. Sui-fei had tegen diezelfde Bakula voor Heerlens eerste punt gezorgd. Li Jie verloor haar eerste partij van Ah Sim-song en Li Jiao de hare van Georgina Pota. Heerlen won de er niet meer toe doende laatste partij van de return nog omdat Sim-song die opgaf.

### ETTU-Cup 2018/19
Voor het eerst in jaren keerde Lybrae Heerlen weer terug naar de Europese competitie. Het team van Rachel Gerarts, Elena Timina en Shuohan Men nam het in de eerste pouleronde van het toernooi op tegen  CTT Balaguer,  Hillerød Bordtennis,   TTC Rapid Luzern. Het Heerlense team won de poule en ging door naar de tweede pouleronde. In deze pouleronde nam het team het op tegen  TT Moravsky Krumlov,  Tigem Spor en  Yalova Belediye Genclik SK. Wederom haalde Heerlen deze ronde en ging het door naar de knockoutfase.
In de 3e ronde moest TTV Lybrae Heerlen het opnemen tegen het Turkse Fenerbahçe. Op onverwachte wijze won TTV Heerlen de uitwedstrijd tegen het Turkse team, die op de ranglijst veel hoger geklasseerde stond. De thuiswedstrijd was een heuze thriller. In de eerste partij verloor Shuohan Men na een 2-0 voorsprong in vijf games van Bogdanova. De tweede partij werd ook verloren: Rachel Gerarts had geen kans tegen  Altinskaya (0-3). Na de pauze pakte Timina de derde partij door met 3-0 van Ozkaya te winnen. Nu had Shuohan Men aan twee games genoeg tegen Altinskaya, maar verloor met 1-3. Dit betekent dat de einduitslag 1-3 was en de gamestand 15-15 was. De punten moesten geteld worden en op bizarre wijze was dit precies evenveel, namelijk 280 tegen 280. Er werd een toss gehouden, die uiteindelijk naar het Heerlense team ging, wat een vervolg maakte aan de ETTU-CUP. 
In de kwartfinale tegen CP Lyssois was Heerlen vrijwel kansloos en werden ze uitgeschakeld met twee keer 3-0.

## Erelijst
- Winst European Champions League 2007/08 vrouwen (als MF Services/Fürst) en 2009/10 (als Li-Ning/Infinity Heerlen)
- Winnaar ETTU Cup 2010/11 vrouwen (als Li-Ning/Infinity Heerlen)
- Algeheel landskampioen vrouwen 2005, 2006 (als Fürst Manderveld), 2007 en 2008 (als MF Services/Fürst), 2009 en 2010 (als Li-Ning/MF Services Heerlen) en 2019 (als Lybrae Heerlen)
- Verliezend finalist European Champions League 2006/07 vrouwen (als MF Services/Fürst)

## Selectiespelers
Onder meer de volgende spelers speelden minimaal één wedstrijd voor Heerlen in de eredivisie en/of Europa Cup:
| - Nadine Bollmeier - Melissa Bours - Sanne Carlitz - Wang Chen - Britt Eerland - Fang Yin Wei - Mirjam Hooman (4x NK) | - Gao Jun - Cindy Indeherberg - Jie Ting - Lau Sui-fei - Li Jiao (7x NK) - Li Jie - Ni Xia Lian (1x NK) | - Lin Ling - Karen Opdencamp - Dang Ye-seo - Yana Timina - Marijn Verburg - Anouk Wijnen - Zhang Xue Ling | - Rachel Gerarts - Elena Timina - Shuohan Men (2x NK) - Tatiana Garnova |

- NK = Nederlands Kampioen enkelspel